# غيلبرت هيرنانديز
غيلبرت هيرنانديز (بالإنجليزية: Gilbert Hernandez)‏‏ (1 فبراير 1957 في أوكسنارد - ) فنان، وفنان قصص مصورة، وروائي من الولايات المتحدة.